# Liste der Nintendo-Switch-Spiele/X
| Titel                                              | Entwickler            | Herausgeber                        | Genre                          | Handel | Veröffentlichung D/A/CH             | Quelle      |
| -------------------------------------------------- | --------------------- | ---------------------------------- | ------------------------------ | ------ | ----------------------------------- | ----------- |
| X-Force Genesis                                    | Cube Games            | Cube Games                         | Shoot ’em up                   | Nein   | 12. Nov. 2021                       |             |
| X-Morph: Defense                                   | Exor Studios          | Exor Studios Retail: Avance Discos | Tower Defense, Shoot ’em up    | Ja     | 21. Feb. 2019 Retail: 19. Juli 2019 | [ 1 ] [ 2 ] |
| Xanchuchamel                                       | Narubane              | Narubane                           | Jump ’n’ Run, Puzzle           | Nein   | 27. Dez. 2022                       |             |
| XCOM 2 Collection                                  | Firaxis Games         | 2K Games                           | Rundenbasiertes Strategiespiel | Ja     | 29. Mai 2020                        |             |
| XEL                                                | Tiny Roar             | Assemble Entertainment             | Action-Adventure               | Nein   | 14. Juli 2022                       | [ 3 ]       |
| Xeno Crisis                                        | Bitmap Bureau         | Bitmap Bureau                      | Shoot ’em up                   | Nein   | 28. Okt. 2019                       | [ 4 ]       |
| Xenoblade Chronicles: Definitive Edition           | Monolith Soft         | Nintendo                           | Rollenspiel                    | Ja     | 29. Mai 2020                        |             |
| Xenoblade Chronicles 2                             | Monolith Soft         | Nintendo                           | Rollenspiel                    | Ja     | 1. Dez. 2017                        |             |
| Xenoblade Chronicles 2: Torna – The Golden Country | Monolith Soft         | Nintendo                           | Rollenspiel                    | Ja     | 14. Sep. 2018 Retail: 21. Sep. 2018 | [ 5 ]       |
| Xenoblade Chronicles 3                             | Monolith Soft         | Nintendo                           | Rollenspiel                    | Ja     | 29. Juli 2022                       |             |
| Xenoblade Chronicles X                             | Monolith Soft         | Nintendo                           | Rollenspiel                    | Ja     | 20. März 2025                       |             |
| Xenogunner                                         | Happy Frog Games      | Clickteam                          | Shoot ’em up, Jump ’n’ Run     | Nein   | 30. Juli 2021                       | [ 6 ] [ 7 ] |
| Xenon Racer                                        | 3DClouds              | Soedesco                           | Rennspiel                      | Ja     | 26. März 2019                       |             |
| Xenon Valkyrie+                                    | Diabolical Minds      | CowCat                             | Rogue-like, Jump ’n’ Run       | Nein   | 1. Jan. 2019                        | [ 8 ]       |
| Xenoraid                                           | 10tons                | 10tons                             | Shoot ’em up                   | Nein   | 17. Nov. 2017                       | [ 9 ]       |
| XenoRaptor                                         | Stage Clear Studios   | Digerati                           | Shoot ’em up                   | Nein   | 25. Dez. 2019                       |             |
| Xeodrifter                                         | Atooi                 | Atooi Retail: Red Art Games        | Metroidvania                   | Ja     | 15. Feb. 2018 Retail: Mai 2020      | [ 10 ]      |
| XIII                                               | PlayMagic, Tower Five | Microids                           | Ego-Shooter                    | Ja     | 13. Sep. 2022                       |             |
| Xposed Switched                                    | Mass Creation         | Mass Creation                      | Action                         | Nein   | 23. Jan. 2023                       |             |
| Xtreme Club Racing                                 | Jorge Biedma Azuar    | EnjoyUp Games                      | Rennspiel                      | Nein   | 3. Mai 2019                         |             |
| Xtreme Sports                                      | WayForward            | WayForward                         | Sport Computer-Rollenspiel     | Nein   | 30. Juli 2020                       |             |
| Xylophone                                          | Sabec                 | Sabec                              | Musikspiel                     | Nein   | 19. Mai 2021                        |             |